# ROMP

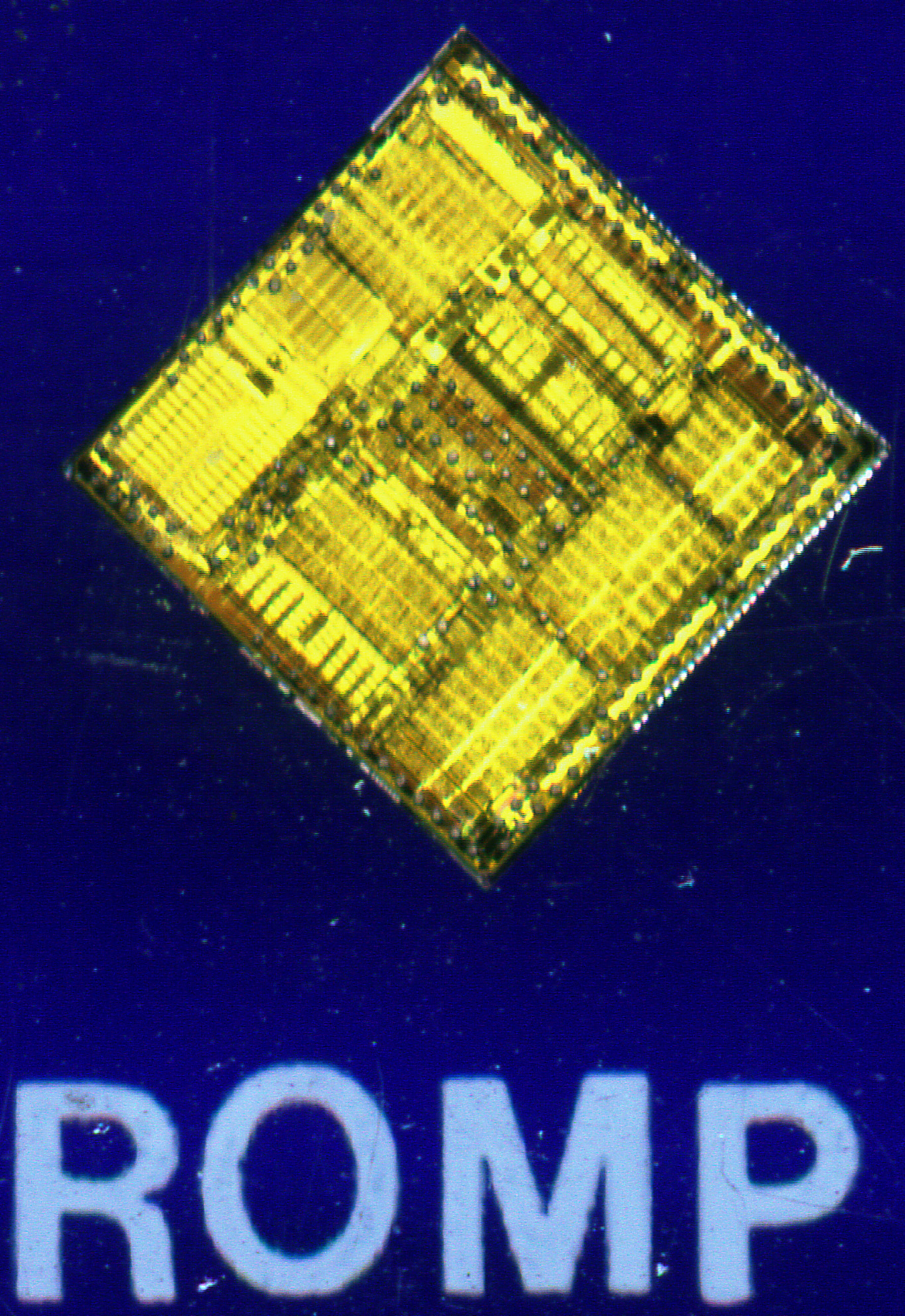
ROMP處理器的裸晶（Die）矽電路照片

ROMP的全稱是Research (Office Products Division) Micro Processor，它是IBM公司所研製的一顆微處理器，第一顆ROMP晶片於1981年問世，並在之後用於辦公事務的機器設備內，事實上這顆處理器的研發用意是用來取代自1970年中期就開始使用的OPD Mini Processor（OPD迷你處理器）OPD迷你處理器主要是用在文字編輯的系統設備內，如IBM的Office System/6及DisplayWriter等。
ROMP處理器最初是用在IBM RT/PC的系列產品內，該系列產品於1986年發表，之後ROMP處理器也被用在IBM的雷射印表機內。此外有一段時間IBM有意讓IBM RT/PC成為個人電腦產品，並用自有的ROMP處理器來取代Intel公司的8088處理器，不過實際上其軟體方面卻比較偏向於工程用的工作站。

## 內部架構設計
在IBM最原初的設計提案上，ROMP其實是一顆24位元（24-bit）的精簡指令集（RISC）處理架構，然而在後續數年的實際研發過程中此架構也進行調修擴充，變成了32位元的精簡指令集架構，之後在首次的實際製造上是以2微米（2um）的NMOS製程技術來實現。
ROMP處理器內有6個32位元的泛用型暫存器，並且用在32位元的位址及資料路徑的聯繫、對應存取上。至於指令集方面，ROMP總共具有118個指令，每個指令的寬度不是2位元組（2-Byte）就是4位元組（4-Byte）。
ROMP由於採行此種內部組織設計，使得所有「暫存器-對-暫存器」型態的指令，幾乎都能在一個時脈週期內完成執行。此外，IBM也研發了能與ROMP處理器搭配的先進記憶體管理晶片（Advanced Memory Management Chip），透過此晶片不僅可以存取、控制記憶體，更重要的是能執行虛擬記憶體的位址對應、轉換。

## 縮編型指令集
若溯及更早，ROMP的架構早在1977年春就已開始，ROMP處理器可說是T.J. Watson Research（華生研究室）801處理器的另一個分立衍生（ROMP中的R，Research即是指華生研究室）。另外，ROMP的架構中有多數都是為了節省成本而作條修變更，例如加入了16位元長度的指令，指令的長度較32位元、24位元都短，如此有助於節省執行程式的空間佔量。
使用短指令讓程式總體耗用空間得以縮減，這確實是當年採行16位元指令的主要用意，不過，即便到硬體資源充沛的今日，在某些場合運用中也依然很重視執行容量空間的精省，例如嵌入式應用即是一例，同樣的ARM、MIPS等處理器架構也都有加入16位元寬度的指令，用意也都是為了精省空間佔量，且在加入16位元指令前都只能用較耗佔指令長度、程式空間的32位元指令。

## 構想宏遠，實務脫節
由於首顆ROMP是在1981年初發表，因此ROMP也可能是首顆商業化運用的RISC處理器，不過這仍有兩點認定必須成立才算數，一是認同ROMP是真正的RISC架構處理器，就某些角度與論點而言或許會被人認為ROMP仍是個全然的RISC架構設計；另一是ROMP推出的時間雖為1981年，但並非當年就立即應用到商業產品的機內，認定的年份是以處理器問世即成立，還是以正式投入商業產品的應用中才成立，這也無人明確界定，若以真正用於商業產品中，那麼ROMP的年份就必須認定成1986年才行。
ROMP發表於1981年，真正投入實用卻拖延到1986年，期間相隔五年以上，如此長時間延誤的原因在於軟體，即是IBM RT/PC所用的作業系統，由於IBM對這一套作業系統有過度的期許與企圖，才使得軟體遲遲無法完成。
此作業系統的最大特點也最難產處在於「虛擬化功效」，該功效能夠以自身作業系統作為「主體」，往上再增闢多個「客體」作業系統並同時執行，如此只要將作業系統進行轉移、移植（Port），就能夠以客體身份在虛擬功效上執行。就當年而言，此種遠大企圖心遠勝過同時間的昇陽電腦（Sun Microsystems）、阿波羅電腦（Apollo Computer）等業者，當時他們的電腦系統（多為工作站）都不具虛擬化功效，如此作業系統便無法以虛擬化方式轉移執行，任何作業系統都必須以掌控實體全機的方式來改寫、轉移。

## 附註說明
1. ↑  ROMP處理器在一些圈子裏頭也稱為032。
2. ↑  就電路的整合密度而言，「迷你處理器」不及「微處理器」，迷你為Mini，微則是Micro，比微更小的則是奈Nano。
3. ↑  文字編輯原文為Text editing，比文書處理的Word processing更早，但功效機制上也更「簡陋」、「原始」。
4. ↑  General purpose也常翻譯成：一般性用途、通用。
5. ↑  言下之意ROMP指令集的設計合乎RISC的整齊原則，每個指令最好都是一樣的位元長度，使執行能夠通暢快速，相對的CISC的複雜指令集的長度不一，如x86架構的指令最少為1Byte，最多可以到15Bytes
6. ↑  主體性作業系統今日也多稱為Supervisor、Hypervisor，目前尚無合適、普遍的中文翻譯名稱。
7. ↑  當時真正完成轉移並順利在該RT/PC作業系統上執行的，也只有UNIX作業系統。